# Сент-Андеоль-де-Бер
Сент-Андео́ль-де-Бер (фр. Saint-Andéol-de-Berg, окс. Sant Andéol de Berg) — коммуна во Франции, находится в регионе Рона — Альпы. Департамент коммуны — Ардеш. Входит в состав кантона Вильнёв-де-Бер. Округ коммуны — Ларжантьер.
Код INSEE коммуны — 07208.

## Население
Население коммуны на 2008 год составляло 129 человек.
| 1962 | 1968 | 1975 | 1982 | 1990 | 1999 | 2008 |
| ---- | ---- | ---- | ---- | ---- | ---- | ---- |
| 82   | 87   | 50   | 85   | 99   | 94   | 129  |

## Экономика
В 2007 году среди 84 человек в трудоспособном возрасте (15—64 лет) 63 были экономически активными, 21 — неактивными (показатель активности — 75,0 %, в 1999 году было 72,9 %). Из 63 активных работали 56 человек (24 мужчины и 32 женщины), безработных было 7 (4 мужчины и 3 женщины). Среди 21 неактивных 8 человек были учениками или студентами, 10 — пенсионерами, 3 были неактивными по другим причинам.

## Фотогалерея

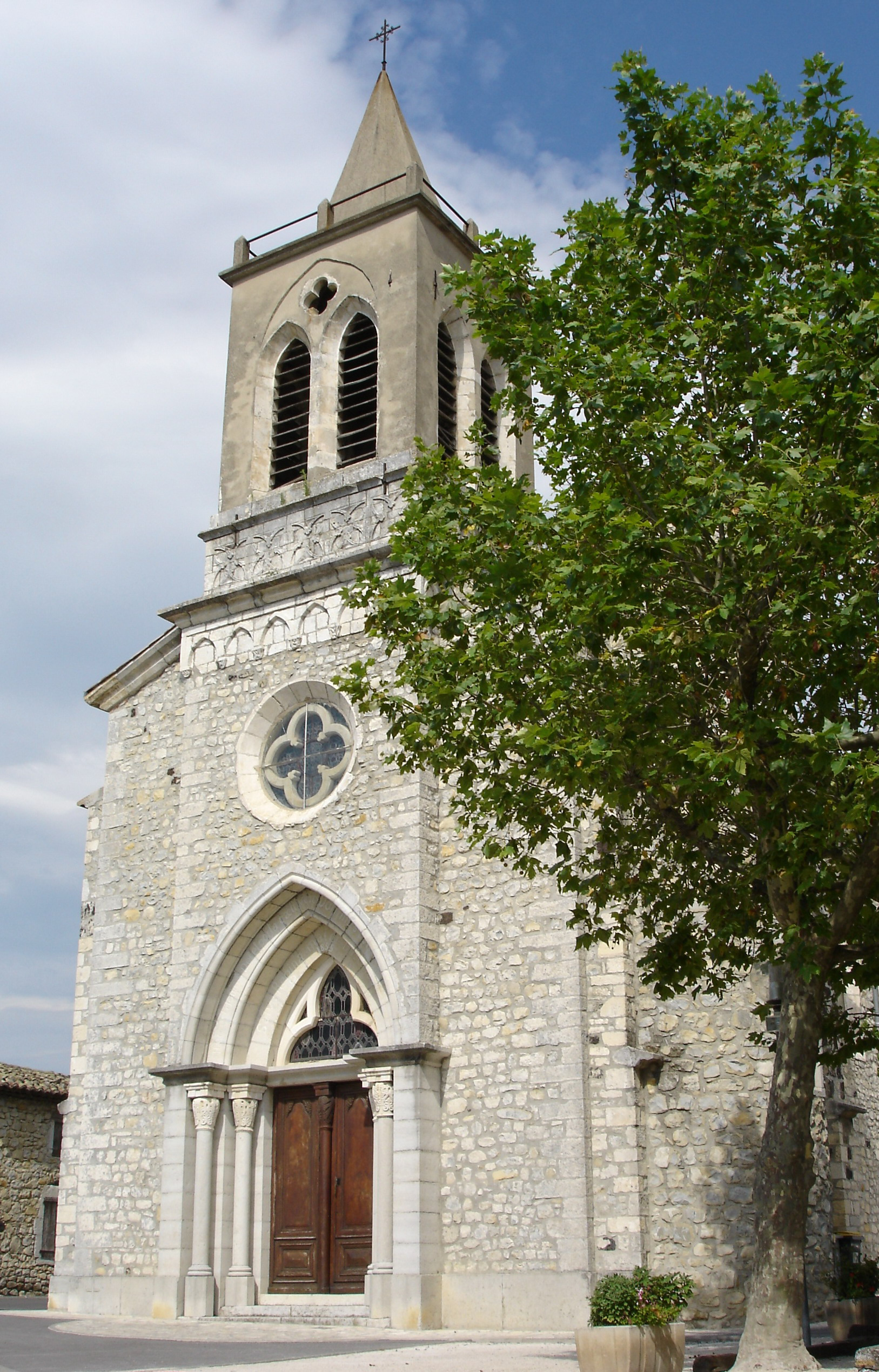
Церковь
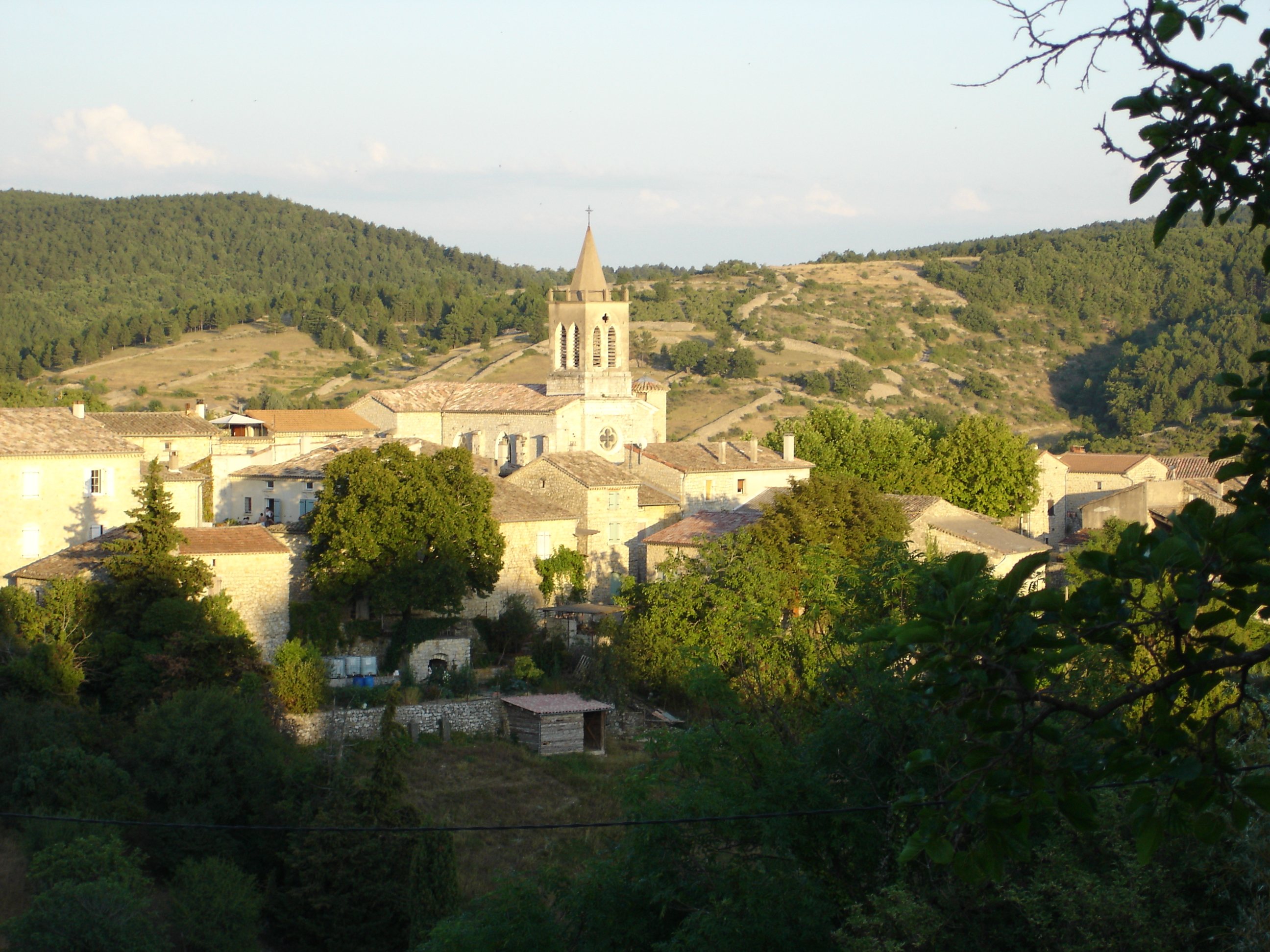
Сент-Андеоль-де-Бер
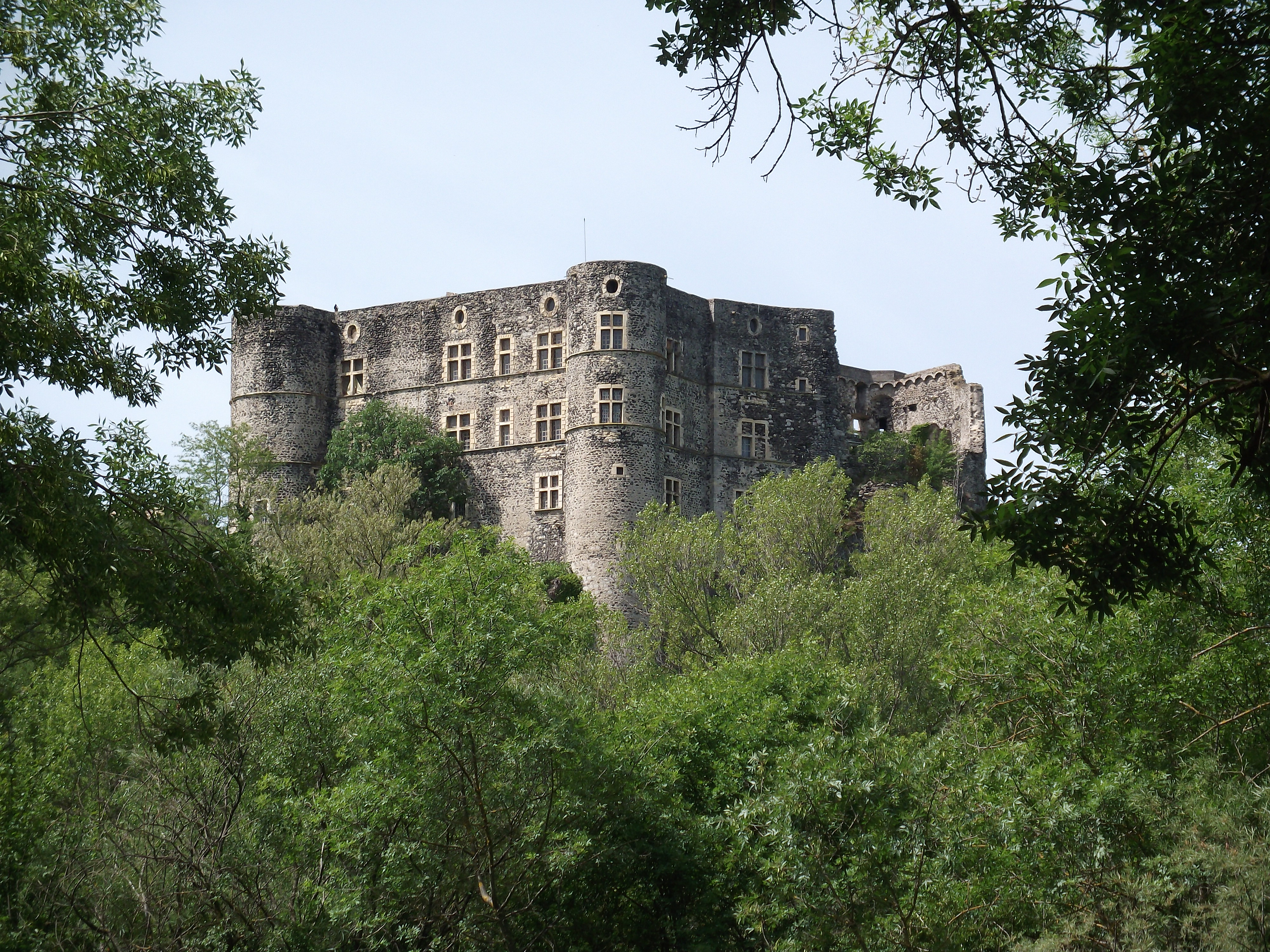
Замок
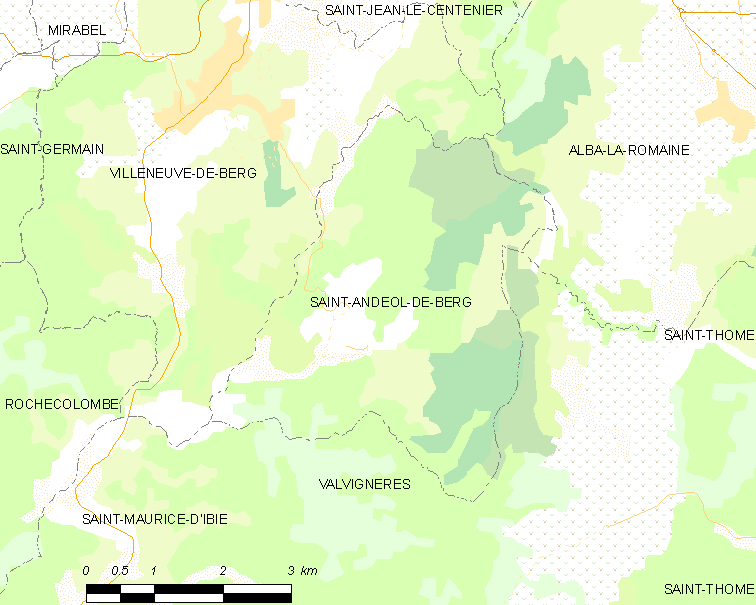
Карта коммуны